# Thaia Perez
Thaia Perez (São Paulo, 13 de março de 1947) é uma atriz brasileira. Recebeu o Prêmio APETESP de Melhor Atriz Coadjuvante pela peça Madame Blavatsky e o Prêmio Governador do Estado de Melhor atriz Coadjuvante por Freud Além da Alma. Também foi indicada ao Prêmio Mambembe.

## Filmografia

### Televisão
| Ano  | Título              | Personagem         | Notas       |
| ---- | ------------------- | ------------------ | ----------- |
| 1971 | Minha Doce Namorada | Sônia              | [ 1 ]       |
| 1983 | Maçã do Amor        | Margô              | [ 2 ]       |
| 2019 | Sessão de Terapia   | Izabel             | 2 episódios |
| 2020 | Noturnos            | Tatiana / Leocádia | 6 episódios |
| 2021 | Cidade Invisível    | Januária Alves     |             |

### Cinema
| Ano  | Título                          | Personagem         | Notas                       |
| ---- | ------------------------------- | ------------------ | --------------------------- |
| 1974 | As Mulheres Que Fazem Diferente | Estudante          | Segmento :"A Bela da tarde" |
| 1977 | O Jogo da Vida                  | Namorada de Perus  | [ 4 ]                       |
| 2012 | Cara ou Coroa                   | —                  |                             |
| 2014 | O Segredo dos Adultos           | Professora Macaco  | Curta-metragem              |
| 2016 | A Grávida da Cinemateca         | Senhora Vizinha    |                             |
| 2016 | Aquarius                        | Tia Lúcia Bragança |                             |
| 2016 | Uma Noite em Sampa              | Mamãe              |                             |
| 2017 | Sol                             | Solange Martino    | Curta-metragem              |
| 2019 | O Homem Cordial                 | Gorete             |                             |
| 2020 | Todos os Mortos                 | Isabel             |                             |
| 2020 | Chacal                          | Senhora            | Curta-metragem              |
| 2021 | Guerra do Algodão               | Maria              | [ 6 ]                       |
| 2022 | Cordialmente Teus               | Georgina           |                             |
| 2023 | Tinnitus                        | Sônia              |                             |

### Teatro
| Ano  | Título                           |
| ---- | -------------------------------- |
| 1971 | Hoje é Dia de Rock               |
| 1973 | Botequim                         |
| 1974 | Somma                            |
| 1975 | Pano de Boca                     |
| 1977 | Kennedy's Children               |
| 1978 | Os Saltimbancos                  |
| 1979 | Murro em Ponta de Faca           |
| 1981 | Histórias de Lenços e Ventos     |
| 1985 | A Far Country                    |
| 1985 | Freud - No Distante País da Alma |
| 1986 | Madame Blavatsky                 |
| 1986 | The Second Shot                  |
| 2014 | Autumm Sonata                    |
| 2016 | No Coração da Máquina            |
| 2019 | Travessias                       |